# Die Fragmente der griechischen Historiker
Die Fragmente der griechischen Historiker (afkorting: FGrHist) is de titel van een verzameling van tekstfragmenten uit niet rechtstreeks overgeleverde werken uit de Griekse oudheid. Het gaat hierbij om citaten uit verloren gegane werken bij latere (meestal Romeinse) auteurs. De FGrHist werden in 1923 door Felix Jacoby begonnen. Zij zijn een onschatbare hulp voor oud-historici en filologen.
Tijdens Jacoby's leven verschijnen de eerste drie van de door hem geplande zes delen in vijftien boekbanden, die op hun beurt uit meerdere deelboekbanden bestaan. Een internationale onderzoeksgroep werkt intussen verder aan de voortzetting van de verzameling en heeft sinds 1998 meerdere banden van deel 4 uitgebracht. Een andere onderzoeksgroep is met de herwerking van deel 1 tot 3 begonnen (Brill's New Jacoby).
In 2005 worden de door Jacoby uitgegeven delen en een in 1999 uitgegeven register in drie delen op cd-rom bijeengebracht.